# Lucretilis dohrni
Lucretilis dohrni är en insektsart som beskrevs av Willy Adolf Theodor Ramme 1941. Lucretilis dohrni ingår i släktet Lucretilis och familjen gräshoppor. Inga underarter finns listade i Catalogue of Life.